# Iproeb
Iproeb Bistrița este o companie producătoare de cabluri și fire electrice izolate sau neizolate, izolatori compoziti si mijloace de automatizare din România.
Acționarul principal al companiei este societatea Electromontaj, care deține 30,79% din capital.
Titlurile Iproeb Bistrița se tranzacționează la categoria de bază a pieței Rasdaq, sub simbolul IPRU.
Număr de angajați:
- 2009: 653 [1]
- 2007: 694 [2]

Cifra de afaceri în 2006: 41,7 milioane euro (147 de milioane lei)